# Rio di San Cassiano

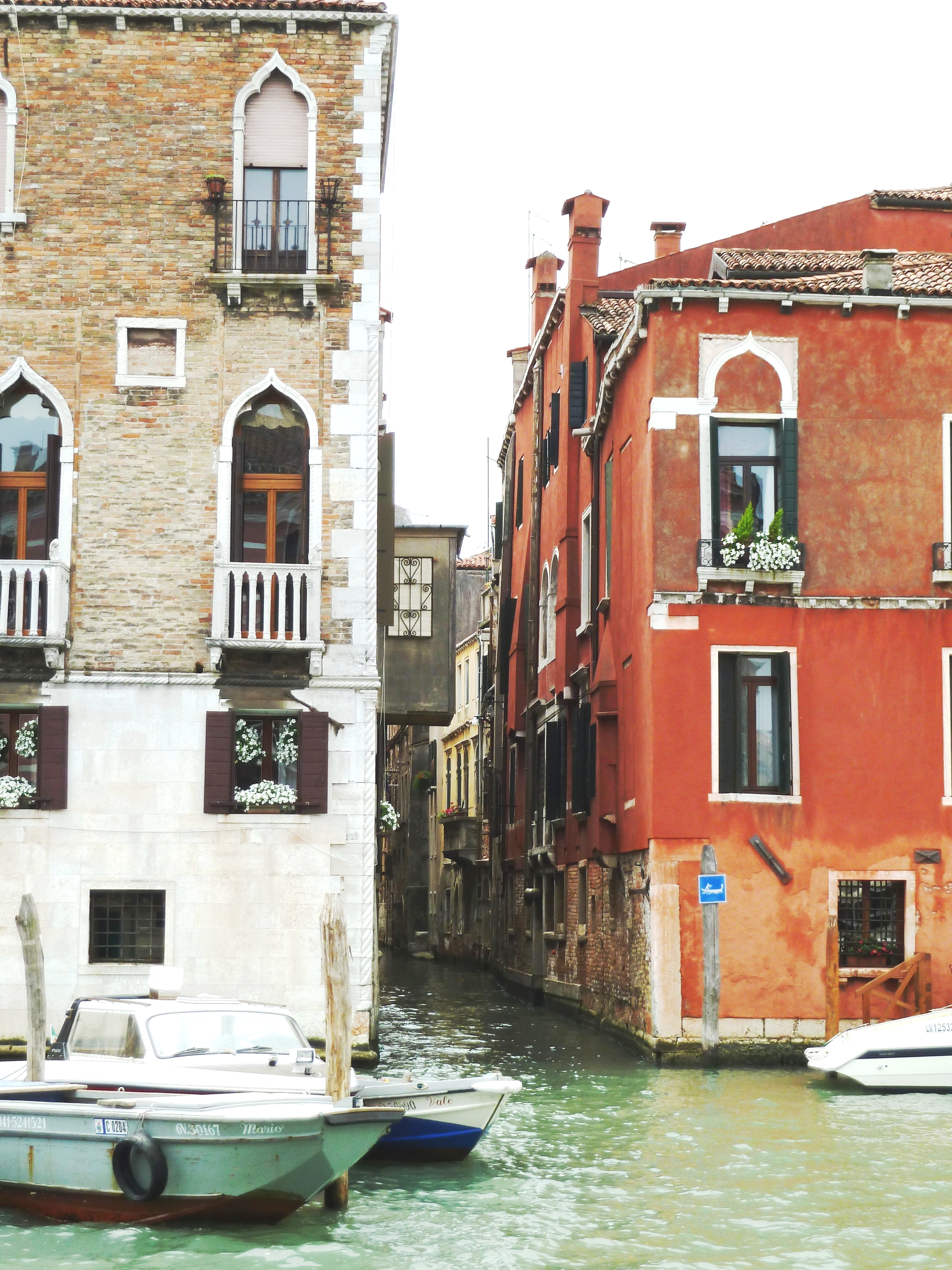
Embouchure nord du rio à gauche de la Ca'Favretto

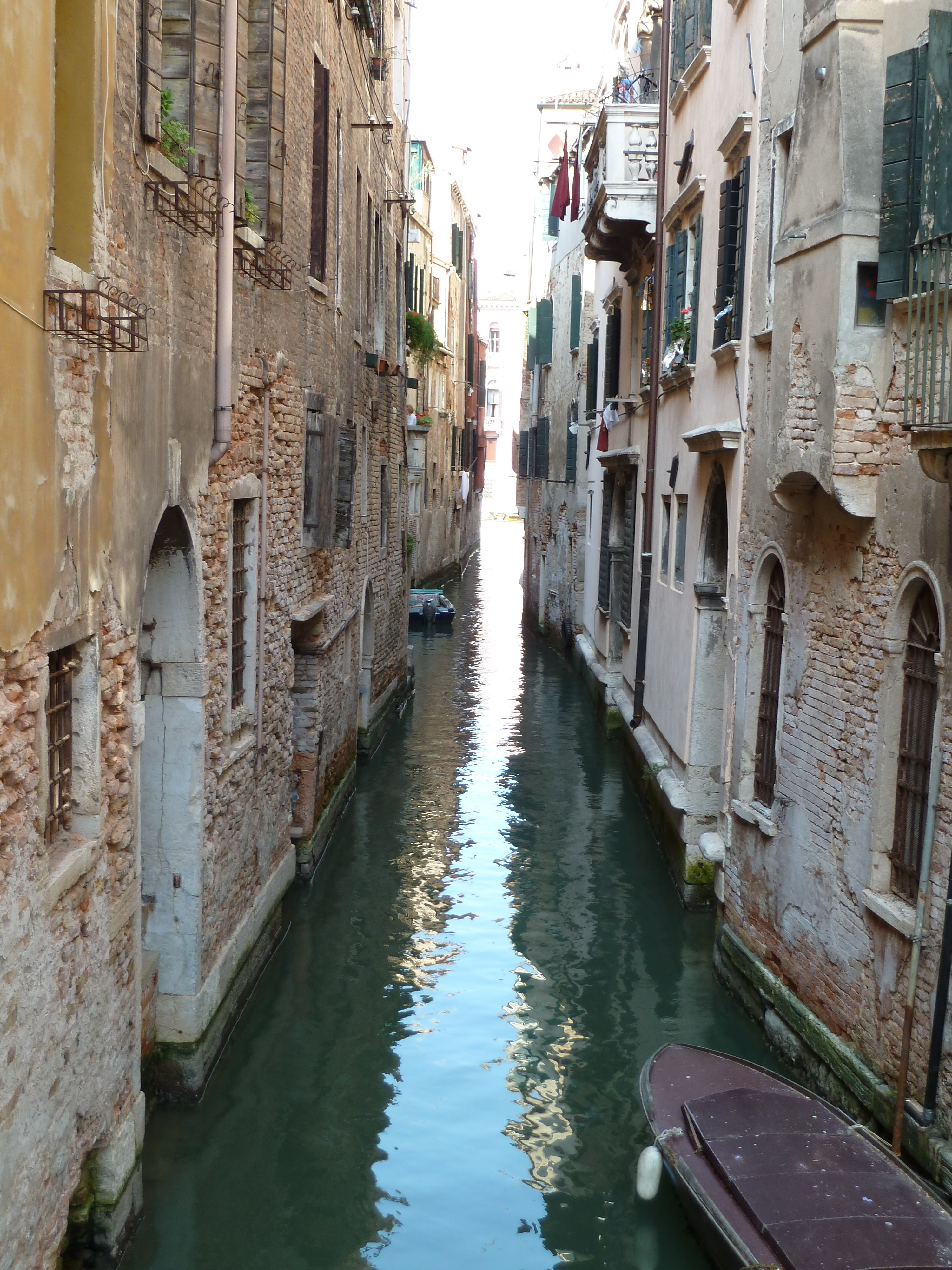
Le rio juste avant son embouchure nord

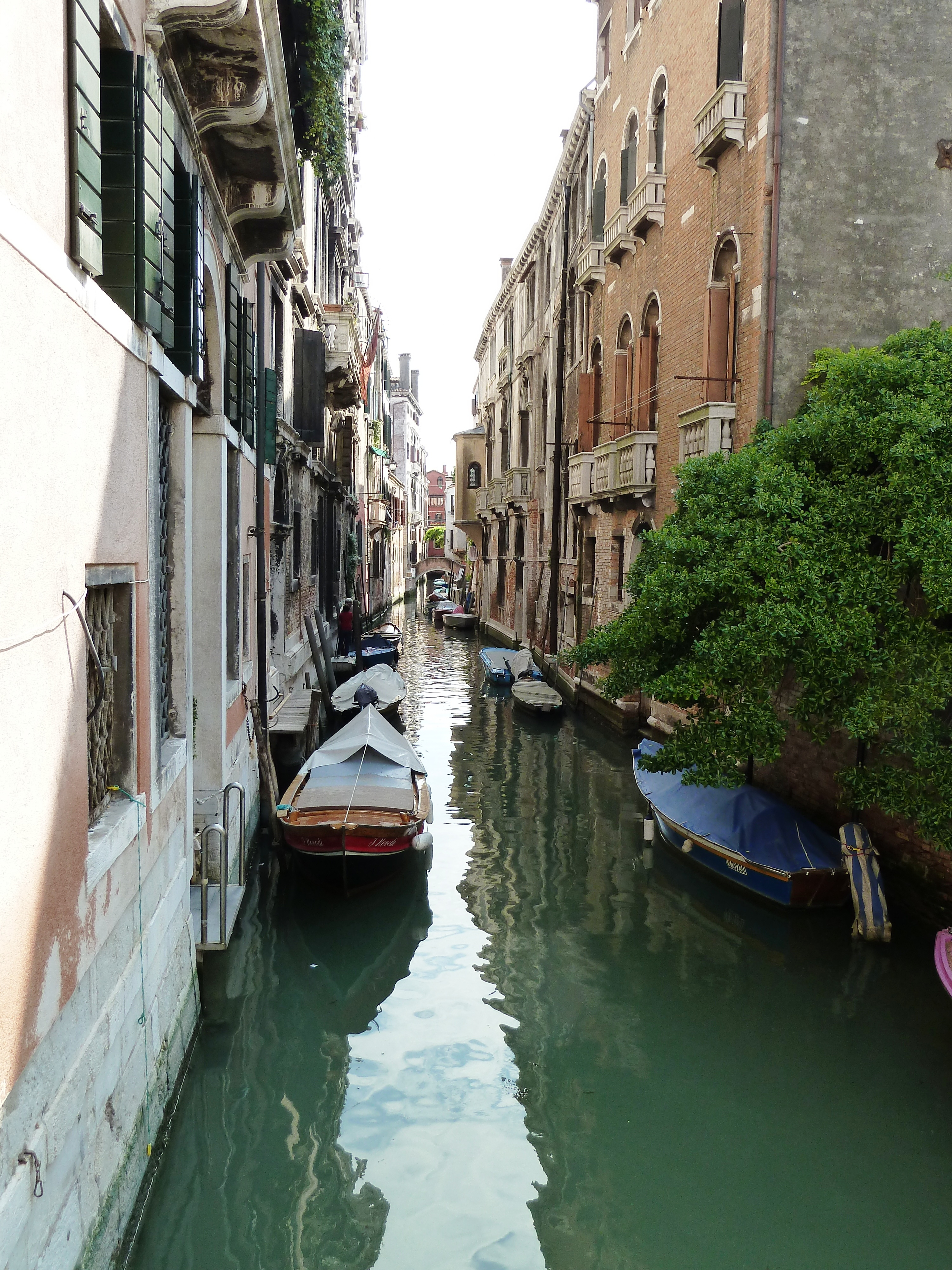
Partie sud du rio

Le rio di San Cassiano (en vénitien rio de San Cassan ; « canal de Saint-Cassien ») est un canal de Venise formant la limite entre les sestieres de San Polo et de Santa Croce. 

## Description
Le rio de San Cassiano a une longueur de 315 mètres. Il relie le rio de la Madoneta en sens nord-est vers son embouchure dans le Grand Canal.

## Origine
Ce canal fut appelé d'après l'église San Cassiano.

## Situation et monuments remarquables
- Il débouche sur le Grand Canal le long de la Ca'Favretto.
- Il longe :
  - le palais Muti Baglioni ;
  - l'église San Cassiano ;
  - le palais Albrizzi.

### Ponts
Le rio est traversé par quatre ponts (du sud au nord):

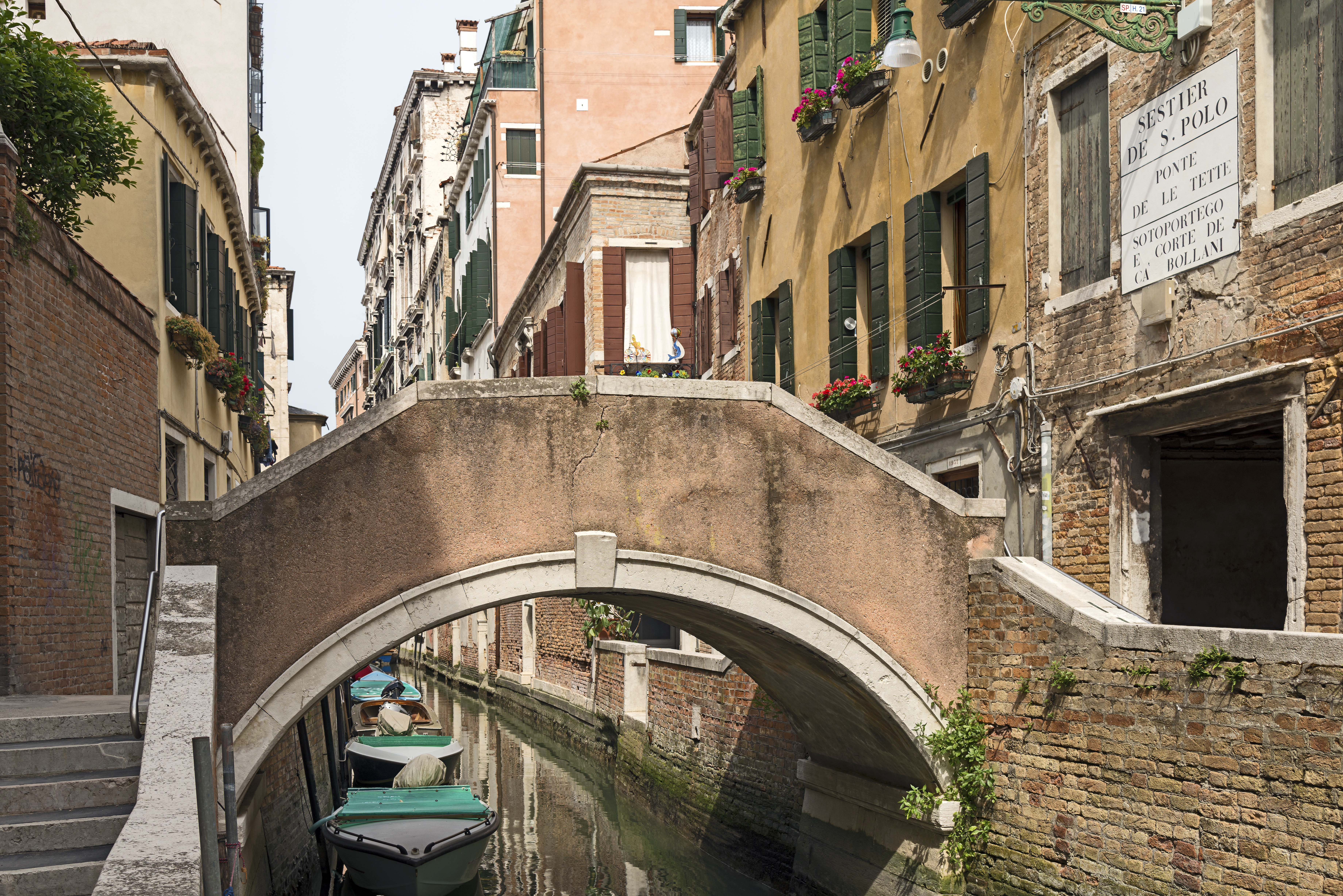
ponte delle Tette reliant  lafondamenta éponyme et la Calle de l'Agnello
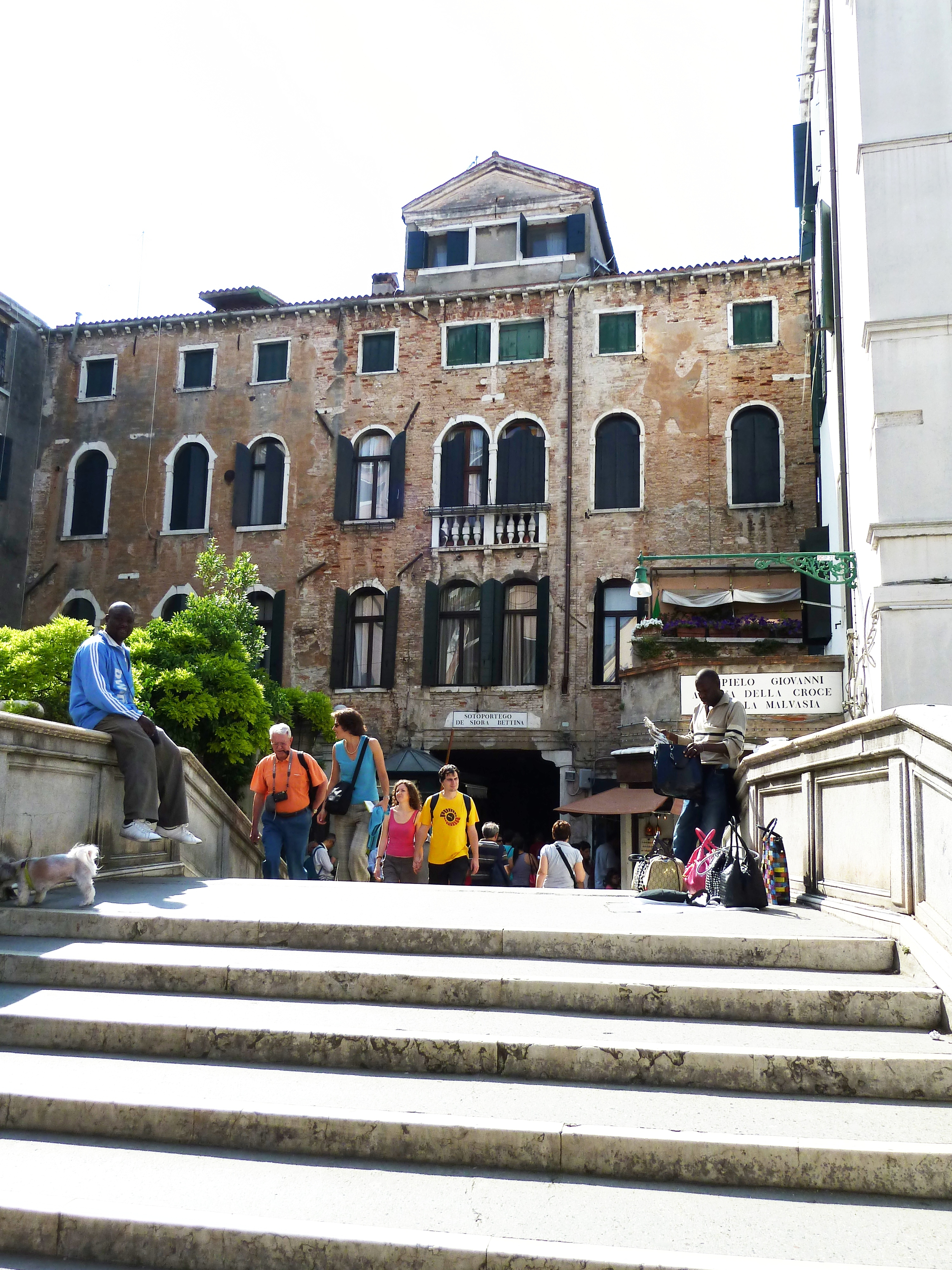
Ponte Giovanni Andrea Della Croce[1]; Il relie le Sotoportego de Siora Bettina et le Campo San Cassiano
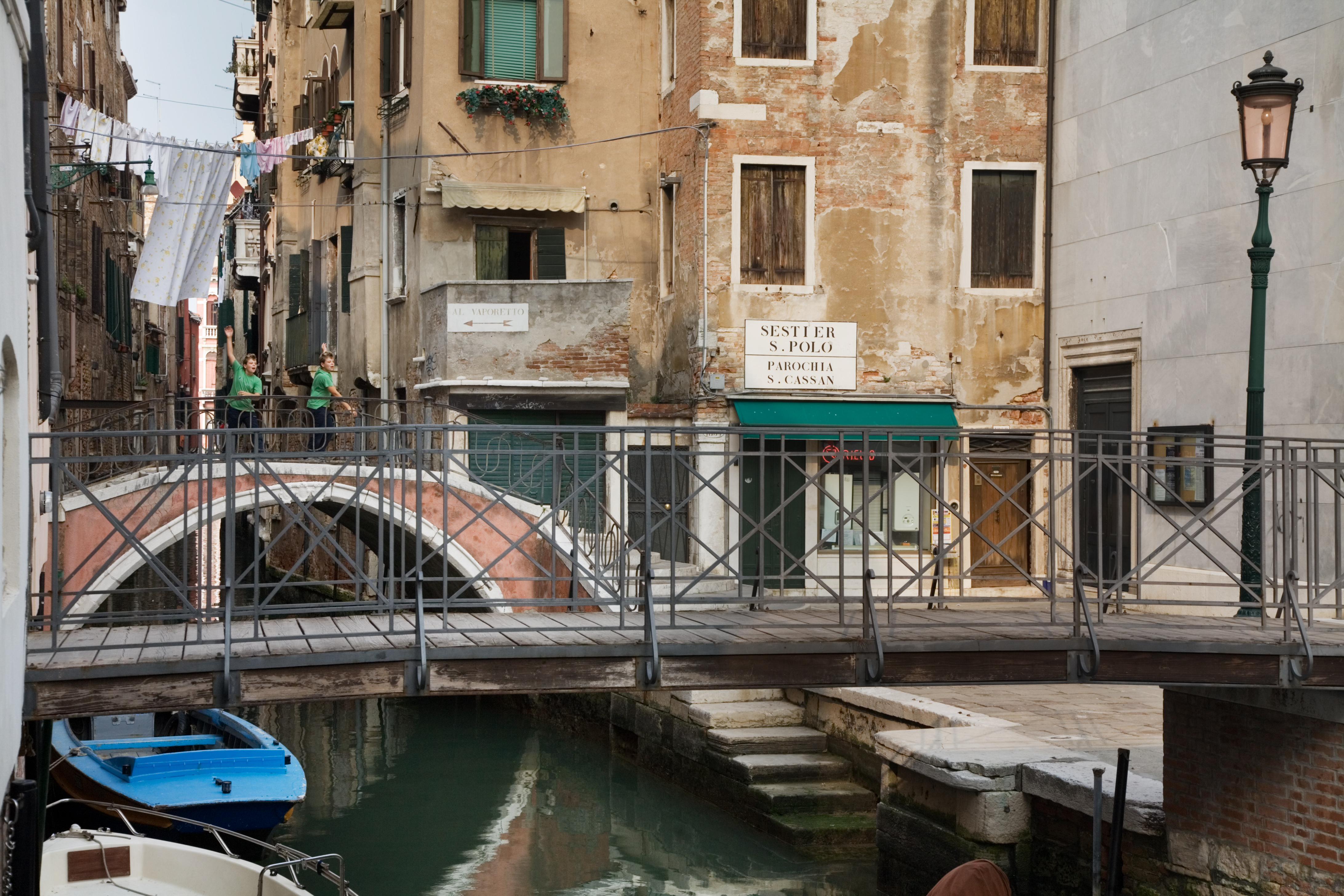
Le pont privé près de S.Cassiano
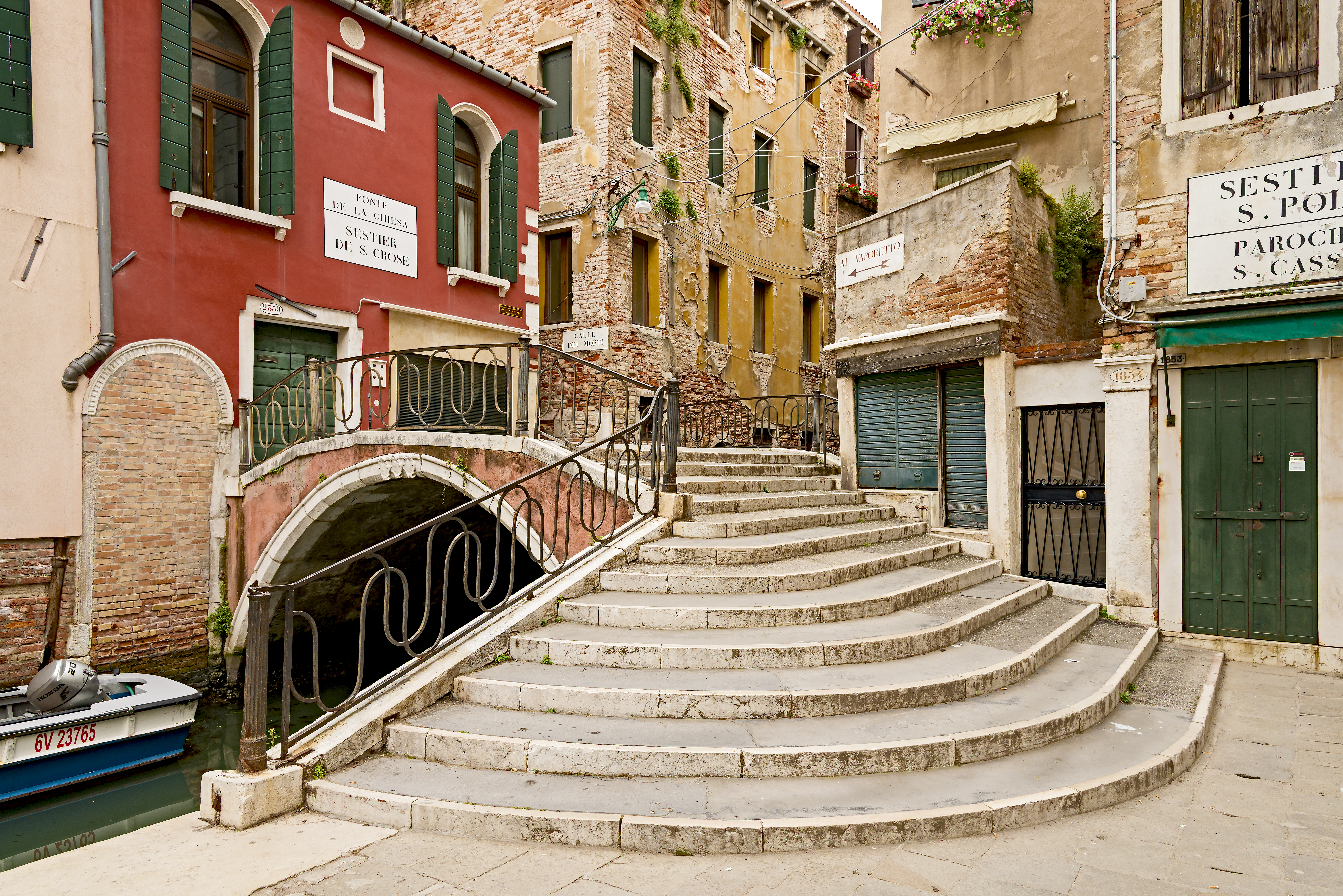
Ponte dei Morti o della Chiesa reliant la calle dei Morti et le campo San Cassiano